# Ханджоу Оупън
Ханджоу Оупън (на английски: Hangzhou Open) е професионален турнир по тенис за мъже от серия ATP 250, провеждан в Ханджоу, Китай. 

## История
Турнирът е добавен към ATP световен тур за 2024 г. и заменя Джухай Чемпиъншип. Провежда се на открити твърди кортова в Олимпийския спортен експо център Ханджоу в Ханджоу, Китай.

## Шампиони

### Сингъл
| Година | Шампион     | Финалист   | Резултат                   |
| ------ | ----------- | ---------- | -------------------------- |
| 2024   | Марин Чилич | Жижен Жанг | 7 – 6(7 – 5), 7 – 6(7 – 5) |